# Kastinger (Marke)

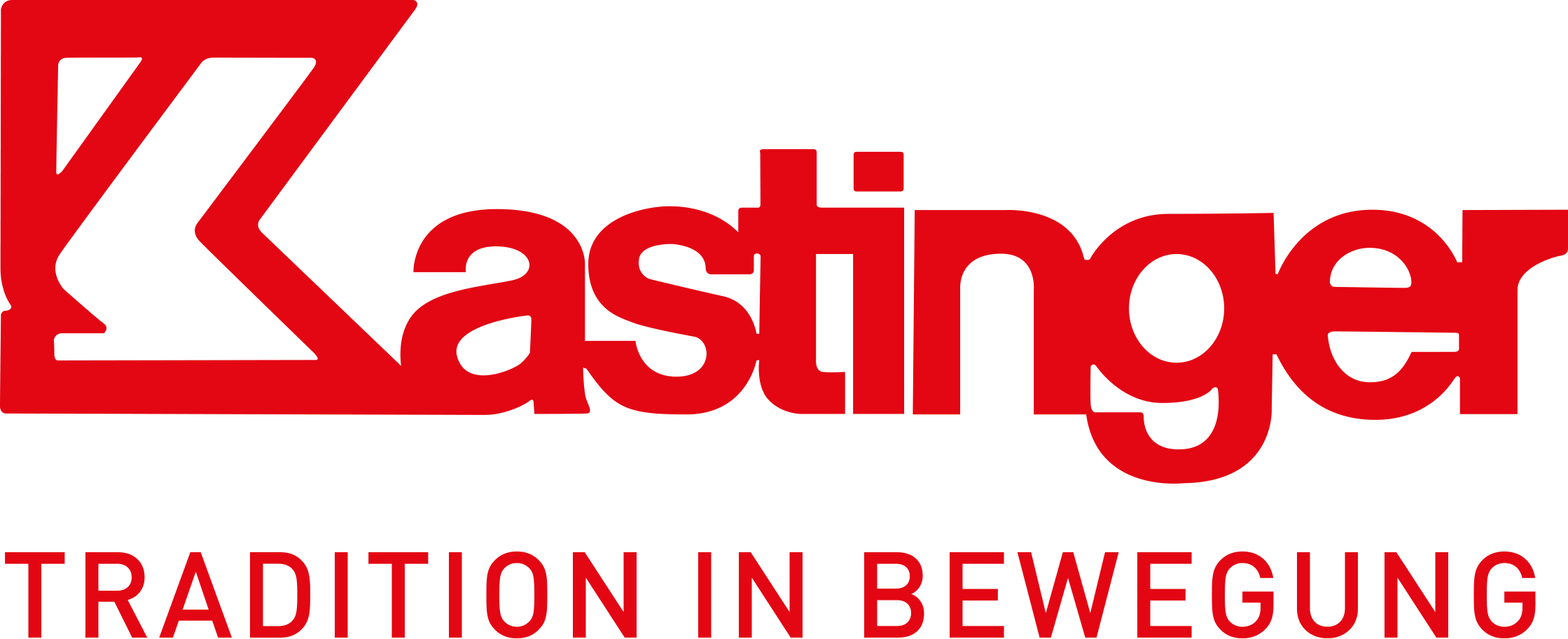
Logo der Marke

Kastinger ist ein ehemaliges oberösterreichisches Sportartikel-Unternehmen, das heute als Marke Berg-, Wander- sowie Freizeitschuhe weiterbesteht.
Die von Hermann Kastinger gegründete gleichnamige Firma hatte von 1909 bis 1981 einen Betrieb im österreichischen Seewalchen am Attersee. Nach einigen Insolvenzen und Eigentümerwechseln ist das Unternehmen T/Brandmanagement mit Sitz im deutschen Pirmasens aktueller Lizenznehmer.

## Geschichte
1909 gründete Hermann Kastinger die Muttergesellschaft Kastinger in Seewalchen am Attersee. Zu Beginn produzierte das Unternehmen Damen- und Herrenschuhe sowie Bergstiefel. Im Jahr 1932 übernahm Sohn Max Kastinger den Betrieb von seinem Vater. Neben zwiegenähten Schuhen wurden erstmals auch geklebte Modelle gefertigt. Mit der Entscheidung für diese Machart wurde der Grundstein für die preiswerte Massenproduktion von Straßen- und Winterschuhen gelegt. 1953 wurden erste Erfolge auch außerhalb Österreichs erzielt. Für seine außergewöhnlichen Erfolge erhielt Max Kastinger das Goldene Ehrenzeichen der Republik Österreich.
Im Jahr 1969 führte Kastinger den ersten gespritzten Skistiefel mit Schnallen ein. Ein Jahr später wurde das Unternehmen Gründungsmitglied des österreichischen Skipools und stattete im Jahr 1972 die alpinen Abfahrtläufer bei den Olympischen Winterspielen in Sapporo (Japan) aus. Zu diesem Zeitpunkt befanden sich mit Fischer für Skier, Tyrolia für Skibindungen und Kastinger für Skischuhe die weltgrößten Unternehmen im jeweiligen Produktsegment in Österreich.
1974 stattete Kastinger verschiedene Sportler aus. Begonnen mit der Himalaya-Lohul Expedition folgen weitere Aufträge, wie die Ausrüstung für die österreichische Kaukasus-Expedition, die Pamir-Expedition, Nepal-Himalaya-Expedition und die Karakorum-Expedition. Die liechtensteinische Skirennläuferin Hanni Wenzel gewann im gleichen Jahr Gold und Silber bei den alpinen Weltmeisterschaften in St. Moritz mit Kastinger Produkten. Außerdem holte der liechtensteinische Skirennläufer Willi Frommelt Bronze – ebenso mit Kastinger-Ausstattung. Im Oktober 1974 erhielt Max Kastinger den österreichischen Berufstitel Kommerzialrat.
Im Jahr 1976 verzeichneten von Kastinger ausgestattete Sportler olympische Erfolge bei den olympischen Winterspielen in Innsbruck. Zudem wurden verschiedene Berg-Expeditionen mit Kastinger-Produkten ausgestattet. Der österreichische Extrembergsteiger Peter Habeler entschied sich ebenso in diesem Jahr ausschließlich Kastinger Kletterschuhe zu tragen. Auch die Expansion des Unternehmens hielt an: Bis 1977 fertigte Kastinger bis zu 2.400 Schuhe täglich auf einer Arbeitsfläche von 18.000 Quadratmetern.
Am 8. Mai 1978 gelang es den Extrembergsteigern Reinhold Messner und Peter Habeler als erste Menschen den Mount Everest ohne Zuhilfenahme von Flaschensauerstoff zu besteigen. Beide trugen Kastinger Schuhe. Noch im selben Jahr bestieg Messner den Nanga Parbat, 1979 auch den K2, im Alleingang – ebenso ohne Flaschensauerstoff und mit Produkten von Kastinger. Hanni Wenzel gewann 1978 den alpinen Skiweltcup in Kastinger Ski-Stiefeln. Außerdem wurden die alpinen Teams aus den USA, Tschechoslowakei, Japan, Liechtenstein und Österreich von Kastinger ausgestattet.
1995 wurde Kastinger nach mehreren Inhaberwechseln und Jahren finanzieller Engpässe von dem in Bad Ditzenbach in Deutschland ansässigen Unternehmen Erbacher Ski + Sport übernommen, das sich in Kastinger Sport umfirmierte. Die Marke Kastinger blieb bestehen. Im Jahr 2009 feierte die Marke Kastinger ihr 100-jähriges Jubiläum. Im Jahr 2012 wurde mit dem Slogan „Tradition in Bewegung“ die Marke Kastinger einem Relaunch unterzogen. 2016 wurde Lemipan, seit 2024 T/S Brandmanagement, beide aus Pirmasens in Deutschland, Lizenznehmer der Marke.